# Trémorel
Trémorel är en kommun i departementet Côtes-d'Armor i regionen Bretagne i nordvästra Frankrike. Kommunen ligger i kantonen Merdrignac som tillhör arrondissementet Dinan. År 2022 hade Trémorel 1 154 invånare.

## Befolkningsutveckling
Antalet invånare i kommunen Trémorel
Referens:INSEE